# ماشین چمن‌زن

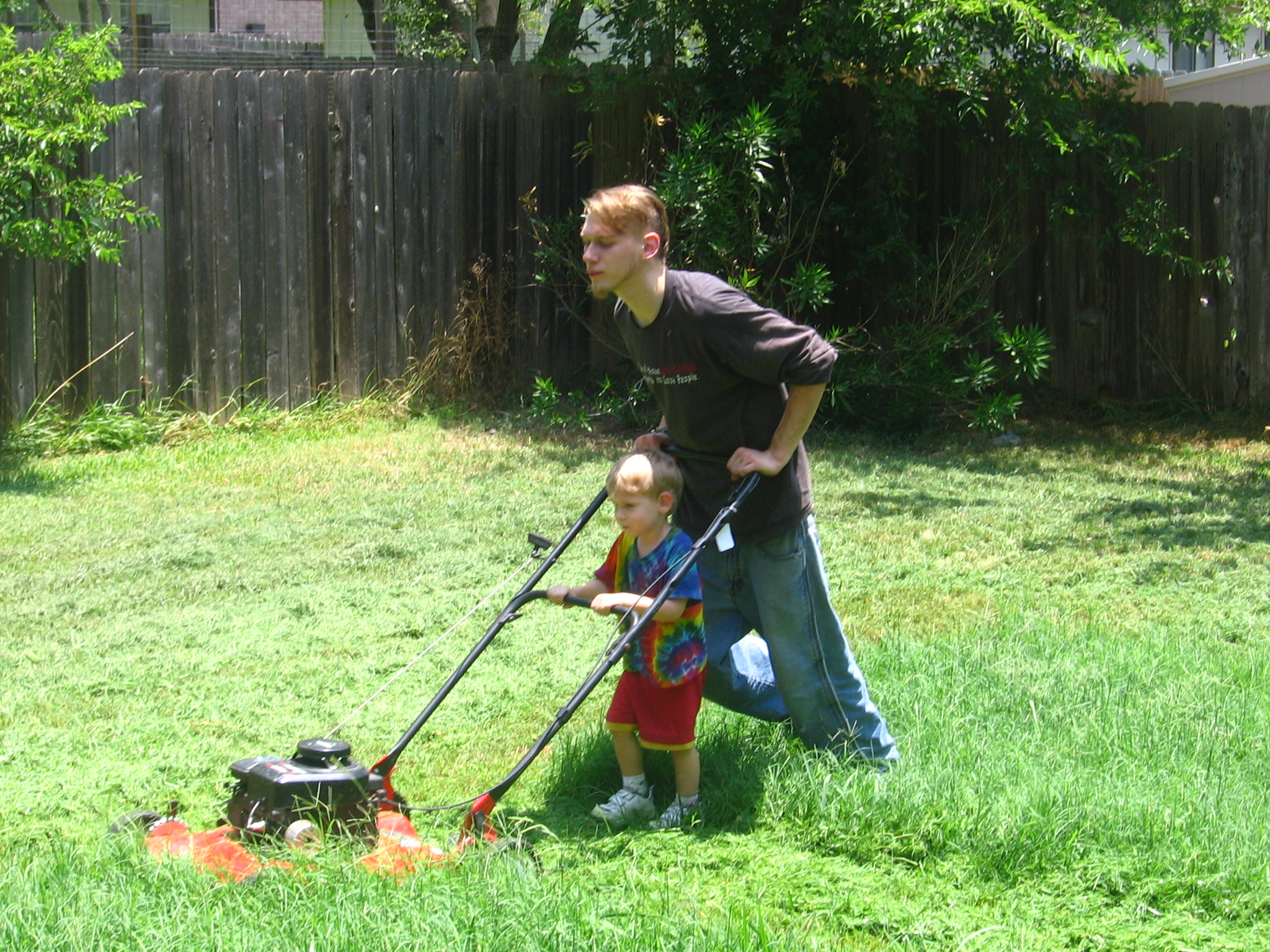
ماشین چمن‌زن ازجمله علف‌برها است.

ماشین چمن‌زنی (به انگلیسی: Lawn Mower) دستگاهی است که برای بریدن علف‌ها و دیگر گیاهان هرز روی زمین به کار می‌رود.. ماشینی است که با استفاده از یک یا چند تیغه گردان برای قطع سطح چمن در یک ارتفاع مشخص به‌کار می‌رود.
توان گردشی هر یک از تیغه‌ها ممکن است به‌وسیلهٔ نیروی دست تأمین گردد که با راندن ماشین به سمت جلو تیغه‌های مکانیکی عمل خواهند کرد. همچنین ممکن است یک موتور الکتریکی یا یک موتور احتراق داخلی برای چرخش تیغه‌ها به کار رود. برخی از ماشین چمن زنی شامل وظایف دیگر همچون کوددهی(mulching) زمین یا جمع‌آوری ضایعات بریده شده چمن در یک کیسه باشد.
دو سبک اصلی تیغه‌ها در ماشین چمن‌زنی استفاده می‌شود:
ماشین چمن‌زنی که با استفاده از یک تیغه حول یک محور عمودی دوران می‌کند، که به آن چمن‌زن روتاری گویند. و نوع دیگر که از یک تیغهٔ اضافه کمک می‌گیرد و حول یک‌محور افقی گردش می‌کند که به سیلندر یا حلقهٔ چمن‌زن معروف است.
انواع مختلفی از ماشین‌های چمن‌زنی برای مقیاس و هدف خاصی وجود دارد. کوچک‌ترین نوع آنکه توسط انسان کار می‌کند برای زمین چمن مسکونی کوچک و باغ مناسب است. نوع الکتریکی یا احتراقی برای زمین چمن بزرگ‌تر مناسب هستند. و ماشین چمن‌زن سواری برای زمین چمن بزرگ به‌کار می‌رود. و بالاخره بزرگ‌ترین ماشین چمن‌زن که از چند واحد چمن‌زن تشکیل شده بر روی تراکتور نصب شده و برای وسعت زیادی از چمن مانند زمین گلف یا پارک شهری طراحی شده‌اند.
توسعهٔ ماشین چمن‌زن دستی به الکتریکی و سواری، آغازگر توسعهٔ آن به‌نوع روباتیک و خودکار گشته است.
انواع:
- علف‌بُر استوانه‌ای[۱] مجموعه‌ای از تیغه‌های دوّار مارپیچی، به شکل استوانه‌ای افقی، که در مقابل یک صفحه برشی دوران می‌کنند
- علف‌بُر چکشی[۲] علف‌بُری مجهز به تیغه‌های دوّار که هرکدام در یک صفحه افقی یا حول یک محور افقی با سرعت زیاد می‌چرخند.
- علف‌بُر شانه‌ای یا رفت‌وبرگشتی[۳] علف‌بُری با دو تیغهٔ مثلثی و شانه‌ای که بر روی یکدیگر حرکت رفت‌وبرگشتی دارند.